# Jacques Dupont (kerékpárversenyző)
Fernand Decanali (Lézat-sur-Lèze, 1928. június 19. – Lézat-sur-Lèze, 2019. november 4.) olimpiai bajnok francia kerékpárversenyző.

## Pályafutása
1948-ban a londoni olimpián 1000 méteres időfutam versenyszámban aranyérmes, az országúti csapatversenyben bronzérmes lett társaival.
1948 és 1959 között folyamatosan vett részt országúti versenyeken. A Tour de France-on háromszor indult. 1952-ben hat, 1953-ban 18, 1955-ben öt szakasz után adta fel a versenyt.

## Sikerei, díjai
- Olimpiai játékok
  - aranyérmes: 1948, London (1000 m időfutam)
  - bronzérmes: 1948, London (országúti csapatverseny)